# Thiên hoàng Takakura
Thiên hoàng Takakura (高倉天皇Takakura-tennō) (20 tháng 9 năm 1161 - 30 tháng 1 năm 1181) là Thiên hoàng thứ 80 của Nhật Bản theo danh sách kế thừa truyền thống.Triều đại của ông kéo dài từ năm 1168 đến năm 1180.

## Tường thuật truyền thống
Trước khi lên ngôi, ông có tên cá nhân của mình (imina) là Norihito -shinnō (憲仁親王). Ông cũng được biết đến với tên Nobuhito -shinnō.
Takakura là con trai thứ tư của Pháp hoàng Go-Shirakawa, đồng thời là chú của người tiền nhiệm - Thiên hoàng Rokujō. Mẹ của ông là Taira no Shigeko, em vợ của Taira no Kiyomori. Hoàng hậu của ông là Taira no Tokuko (sau là Thái hậu Kenrei), là em của Thái hậu Shigeko.

## Lên ngôi Thiên hoàng
Năm Nin'an thứ ba ngày 19 tháng 2 âm lịch (tức ngày 9 tháng 4 năm 1168 dương lịch), Thiên hoàng Rokujō bị ông nội mình là Pháp hoàng Go-Shirakawa phế truất khỏi ngai Thiên hoàng, Pháp hoàng đưa người chú của Thiên hoàng Rokujō là Thân vương Nobuhito lên ngôi  lấy hiệu là Thiên hoàng Takakura. 
Ông là Thiên hoàng rất thương dân. Sau khi lên ngôi, ông thường nhắc lại nhiều lần về phương châm trị nước của mình: "Vua có thể ví với thuyền, dân có thể ví với nước; nước có thể chở thuyền mà cũng có thể lật thuyền". Ông muốn tự tay mình thi hành phương châm đó trong việc trị dân, nhưng bị phe của cha mình là Pháp hoàng Go-Shirakawa và họ Taira đứng đầu là Taira no Kiyomori cha của Hoàng hậu Tokuko, muốn duy trì thực quyền nhiếp chính của mình nên đã ra sức ngăn cản ý định của Thiên hoàng khiến nó không thành. 
Năm Jōan thứ hai ngày 10 tháng 2 âm lịch (tức ngày 6 tháng 3 năm 1172 dương lịch), con gái của Kiyomori là Taira no Tokuko trở thành Hoàng hậu của Thiên hoàng Takakura.
Năm Jishō nguyên niên ngày 28 tháng 4 âm lịch (tức 27 tháng 5 nằm 1177 dương lịch), gió lớn làm lửa cháy to ở kinh đô, nhưng được triều đình dập tắt kịp thời.
Năm Jishō thứ hai ngày 2 tháng 6 âm lịch, Hoàng hậu Tokuko hạ sinh một bé trai khiến cho cha bà Kiyomori cực kỳ vui mừng, các triều thần cùng nhau chúc phúc cho Thiên hoàng và Hoàng hậu. Vào tháng sau thì đứa bé được tuyên bố làm trữ quân.
Năm Jishō thứ tư ngày 21 tháng 2 âm lịch (tức 18 tháng 3 năm 1180 dương lịch), Thiên hoàng Takakura thoái vị, nhường ngôi cho con trai mới 3 tuổi là Tokohito. Tokohito sẽ lên ngôi Thiên hoàng cuối cùng của Thời kỳ Heian, Thiên hoàng Antoku.

## Thoái vị
Năm Jishō thứ tư ngày 2 tháng 6 âm lịch, sau khi rời ngôi, Takakura lên làm Thượng hoàng. Ông sống cùng với cha (Go-Shirakawa) tại Fukuhara-kyō, đại bản doanh của họ Taira (Tây nam Nhật Bản). Vào tháng 12 cùng năm, hai cha con lại được trở về thủ đô Heian nhưng ít lâu sau, kinh đô bị một cơn lốc tàn phá.
Năm Jishō thứ năm ngày 14 tháng 1 âm lịch (tức 30 tháng 1 năm 1181 dương lịch), Thượng hoàng Takakura tạ thế, hưởng dương 19 tuổi

### Kugyō
- Nhiếp chính: Matsu Motofusa, 1144-1230.
- Quan bạch: Konoe Motomichi, 1160-1233.
- Thái Chính đại thần: Fujiwara Tadamasa.
- Thái Chính đại thần: Fujiwara Moronaga, 1137-1192.
- Tả đại thần: Ōimikado Tsunemune, 1119-1189.
- Hữu đại thần: Kujo Kanezane, 1149-1207.
- Nội đại thần, Konoe Motomichi.
- Nội đại thần, Minamoto Masamichi, chết 1175.
- Nội đại thần, Taira Shigemori, 1138-1179.
- Đại nạp ngôn:

### Niên hiệu
- Nin'an (1166-1169)
- Kao (1169-1171)
- Joan (1171-1175)
- Angen (1175-1177)
- Jisho (1177-1181)

## Gia đình
- Hoàng hậu: Taira no Tokuko (平徳子) - sau là Kenrei-mon In. Bà sinh ra Hoàng tử Tokihito (言仁親王) - sau là Thiên hoàng Antoku
- Shichijō-in (七 条 院), Bōmon Shokushi [hoặc Fujiwara no Shokushi] (坊 門 殖 子, 藤原 殖 子). Bà sinh ra: Hoàng tử Morisada (守貞 親王) - sau đó Go-Takakura In (後 高 倉 院), Hoàng tử Toyohito (茂仁親王) - sau là Thiên hoàng Go-Horikawa, Hoàng tử Takahira (尊成親王) - sau là Thiên hoàng Go-Toba
- Phu nhân của Rokujō (六条 局), Konoe Michiko / Tsūshi (近衛 通 子)
- Tòa Lady Azechi? (按察 典 侍), Horikawa Toyoko. Bà này sinh ra: công chúa Kiyoko (潔子内親王) - Saigū của Ise
- Tòa Lady Shōshō (少将 内侍), Taira no Noriko (平 範 子), sinh ra Hoàng tử Koreaki (惟明親王) (1172-1121), sau đó Hoàng tử và Monk Shōen (聖円入道親王)
- Lady Sochi (帥 局), con gái của Fujiwara no Kimishige (藤原 公 重) - cựu vú em của Takakura. Bà sinh ra công chúa Isako (功 子 内 親王) - Saigū của Ise
- Lady của Kogo (小 督 局), con gái của Fujiwara no Shigenori (藤原 成 範). Bà sinh ra công chúa Hanshi / Noriko (範 子 内 親王), Bạc Phu nhân (坊 門 院)